# Феврония (Юферева)
Игуменья Феврония (в миру Фёкла Семёновна Юферева; 1870, Зотовцы, Ключевская волость, Котельничский уезд, Вятская губерния — 16 декабря 1930, Вятка, Нижегородский край) — игуменья, основательница и настоятельница Покровского женского монастыря вблизи деревни Зубари. Умерла в заключении после ареста за «антисоветскую деятельность». Местночтимая святая.

## История
Родилась в 1870 году в деревне Зотовцы Ключевской волости Котельничского уезда Вятской губернии в семье Семёна и Анны Юферевых. Уже в малолетстве к Фёкле, имеющей с рождения физическое уродство, приходили миряне с просьбами помолиться за них и открыть будущее. Отец поселил ее в баню, где она и стала принимать людей. Со временем на опушке леса был построен дом, который вскоре также стал тесным — число почитателей постоянно росло. Вскоре Фёкла вместе с «сёстрами» переселились на землю д. Росляки, а в 1905 г. — на земельный отруб Котряхова, располагавшегося на границе полей д. Зотовцы и Костромской губернии. В 1905 году число женщин, проживающих вместе с Фёклой, достигало пятидесяти.
В 1907 году была официально организована религиозная община, а затем и построена церковь в честь иконы «Скорбящей божьей матери».
Фёкла приняла монашество под именем Феврония и была назначена руководителем общины, число членов которой достигло порядка 100 человек. Община перешла на монастырский устав. Вскоре общине было передано 310 десятин казённого леса. В годы Первой мировой войны общине жертвовались, помимо прочего, строения, коровы, лошади. Среди верующих Вятской и Вологодской губерний было распространено мнение, что игуменья Феврония является «святой» и прорицательницей.

## Преследование
В политической сводке вятской ГубЧК от 10 мая 1919 года сообщалось: «В Покровской женской общине какая-то мать Фёкла распространяет литературу слишком усиленно». В 1929 году член Вятского епархиального управления А. В. Кряжевских в протоколе допроса по делу Ф. Юферевой утверждал, что епископ Виктор (Островидов) возвёл Февронию «за её к нему щедроты» в сан игуменьи, у которой часто «любил бывать в гостях».
В Покровской общине останавливались возвращающиеся из ссылок архиереи, монахи. В общину приезжали кулаки, купцы, торговцы послушать пророчества игуменьи «о грядущем антихристе, о сроке существования советской власти». Поддерживали и поднимали авторитет Февронии священники близлежащих сёл.
В конце августа—начале сентября 1923 года Феврония и ее сторонники распространяли слухи о том, что в церквях не стало благодати, Святого Духа; священники — еретики, у них нельзя исполнять никаких религиозных обрядов; нельзя признавать над собой обновленческую епископскую власть.
К 18 сентября 1923 года игуменья Феврония была арестована, признана «политически опасной» и доставлена в город Котельнич, а оттуда в Вятку. Умерла в заключении в 1930 году и похоронена на Филейском кладбище в Кирове.

## Некоторые легенды
- «В деревне Круты заболел мужик, уже не ходил. Погрузили его на телегу и повезли в Зубари. Матушка исцелила его. Обратно он шёл своими ногами».
- «На благословение к матушке Февронии пришли из дальней деревни две девушки. И явлено им было чудо. Но не исцеление, а просто села к пророчице на руку птичка и пела так часа полтора, пока обходила игуменья с гостями постройки обители. А когда закончила матушка свои дела, она сказала: „Ну, всё, теперь улетай!“ И птичка, послушно взмахнув крыльями, взмыла в небо».
- В источник, расположенный недалеко от монастыря, к которому теперь совершают крестный ход паломники, матушка Феврония кинула золотой крестик и сказала: «Кто с верой сюда придет — по вере и получит». В этот же источник уже в 1923 году, незадолго до своего ареста, игуменья вылила маленькую кадушку мёда и сказала: «Наказываю вам: меня не будет, приходите сюда, вспоминайте...».

## Память
Ежегодно с 2000 года 8 июля, в день памяти игуменьи Февронии, совершается крестный ход из села Архангельского (от недействующей церкви Михаила Архангела) до деревни Зубари (до разрушенного Покровского женского монастыря) к Святому источнику, в который по легенде игуменья бросила в воду золотой крестик.
Организована работа по сбору документов, свидетельств и легенд для представления к лику святых православной церкви.